# Élections législatives de 1956 à Saint-Pierre-et-Miquelon
Les élections législatives de 1956 à Saint-Pierre-et-Miquelon sont des élections françaises qui ont eu lieu le 2 janvier dans le département de la Saint-Pierre-et-Miquelon dans le cadre des élections législatives françaises de 1956, sous la IVe République.
Ce sont les dernières élections législatives de la Quatrième république, après les élections de novembre 1946 et de juin 1951.

## Mode de scrutin
Le département n'élisant qu'un seul député, le mode de scrutin est uninominal majoritaire à un tour, le candidat arrivé en tête est élu.

## Élus
| Député sortant | Parti | Parti | Député élu ou réélu | Parti | Parti |
| -------------- | ----- | ----- | ------------------- | ----- | ----- |
| Alain Savary   |       | SFIO  | Alain Savary        |       | SFIO  |

## Résultats

### Résultats à l'échelle du département
|          | SFIO     | Alain Savary               | 1 135 | 50,20  |  |  |
|          | MRP      | Dominique-Antoine Laurelli | 1 126 | 49,80  |  |  |
|          |          |                            |       |        |  |  |
| Inscrits | Inscrits | Inscrits                   | 2 706 | 100,00 |  |  |
| Votants  | Votants  | Votants                    | 2 320 | 85,74  |  |  |
| Exprimés | Exprimés | Exprimés                   | 2 261 | 97,46  |  |  |

* Député sortant